# Naissance en 1921
Naissance
- 1917
- 1918
- 1919
- 1920
- 1921
- 1922
- 1923
- 1924
- 1925

Cette page dresse une liste de personnalités nées au cours de l'année 1921 présentée dans l'ordre chronologique.
La liste des personnes référencées dans Wikipédia est disponible dans la page de la Catégorie: Naissance en 1921.

## Janvier
- 1er janvier :
  - César Baldaccini, dit César, sculpteur français († 6 décembre 1998).
  - Clifford Bourland, athlète américain († 1er février 2018).
  - Alain Mimoun, athlète français († 27 juin 2013).
- 3 janvier :
  - Jean-Louis Koszul, mathématicien français († 12 janvier 2018).
  - Robert Lapoujade, peintre, graveur à l'eau-forte et à la pointe-sèche, lithographe et réalisateur français († 17 mai 1993).
- 5 janvier :
  - Abel Dubois, homme politique belge († 18 octobre 1989).
  - Friedrich Dürrenmatt, dramaturge suisse († 14 décembre 1990).
  - Jean, grand-duc de Luxembourg de 1964 à 2000 († 23 avril 2019).
- 6 janvier : Louis Déprez, coureur cycliste français († 27 juillet 1999).
- 7 janvier : Ryu Mi-yong, femme politique nord-coréenne († 23 novembre 2016).
- 8 janvier : 
  - Pierre-Yves Trémois, peintre, sculpteur et graveur français († 16 août 2020).
  - Eugène Proust, joueur et entraîneur de football français († novembre 1989).
- 9 janvier : 
  - Lister Sinclair, animateur de télévision et scénariste canadien († 16 octobre 2006).
  - Ágnes Keleti, gymnaste hongroise († 2 janvier 2025).
- 10 janvier : Peggy Evans, actrice britannique († 26 juillet 2015).
- 11 janvier : Marcel Lanfranchi, footballeur français († 10 septembre 2013).
- 12 janvier : Michel Thompson, peintre français († 9 août 2007).
- 13 janvier : Jerzy Pomianowski, écrivain polonais, essayiste spécialiste de l'histoire de l'Europe de l'Est, critique de théâtre, scénariste et traducteur littéraire († 29 décembre 2016).
- 15 janvier :
  - Marcel Gouédard, footballeur français († 27 novembre 1946).
  - Frank Thornton, acteur britannique († 16 mars 2013).
- 16 janvier : 
  - José Arribas, joueur et entraîneur de football français († 28 septembre 1989).
  - Shmuel Toledano, politicien israélien († 30 décembre 2022).
- 17 janvier :
  - Eloise Giblett, généticienne américaine († 16 septembre 2009).
  - Paul Stevens, acteur américain († 4 juin 1986).
- 18 janvier : 
  - Paulette Falbisaner, résistante française en Alsace pendant la Seconde Guerre mondiale († 14 avril 1997).
  - Yoichiro Nambu, physicien américain d'origine japonaise († 5 juillet 2015).
- 19 janvier : Patricia Highsmith, romancière américaine († 4 février 1995).
- 20 janvier :
  - Pierre Courtin, peintre et graveur français († 14 septembre 2012).
  - Jacques Ferron, fondateur du parti rhinocéros († 22 avril 1985).
  - Mike Peyton, dessinateur britannique († 25 janvier 2017).
- 21 janvier :
  - John Doucette, acteur américain († 16 août 1994).
  - Rafael Gómez Nieto, républicain espagnol († 31 mars 2020).
- 21 ou 22 janvier : Jacques Leenaert, footballeur français († 18 mars 2004).
- 22 janvier : Arno Babadjanian, compositeur et pianiste arménien soviétique († 11 novembre 1983).
- 23 janvier :
  - Louis Caput, coureur cycliste français († 8 février 1985).
  - Silvio Gazzaniga, sculpteur italien († 31 octobre 2016).
- 25 janvier : Rosemarie Gebler-Proxauf, skieuse alpine autrichienne († mai 2011).
- 26 janvier : Eddie Barclay, impresario et producteur de disques français († 13 mai 2005).
- 27 janvier : 
  - Georges Mathieu, peintre français († 10 juin 2012).
  - Donna Reed, actrice américaine († 14 janvier 1986).
- 28 janvier : Pierre-François Delannoy, architecte français († 18 septembre 1997).
- 29 janvier :
  - Moustapha Ben Halim, homme politique libyen († 7 décembre 2021).
  - Max Schirschin, joueur et entraîneur de football allemand († 16 mai 2013).
- 31 janvier :
  - John Agar, acteur américain († 7 avril 2002).
  - Carol Channing, actrice et chanteuse américaine († 15 janvier 2019).

## Février
- 1er février :
  - Ann Z. Caracristi, scientifique américaine spécialiste de la cryptanalyse († 10 janvier 2016).
  - Marcel Poblome, footballeur français († 17 juillet 2009).
  - Peter Sallis, acteur britannique († 2 juin 2017).
- 2 février :
  - Pietro Cascella, sculpteur et peintre italien († 18 mai 2008).
  - Hyacinthe Thiandoum, cardinal sénégalais, archevêque de Dakar († 18 mai 2004).
- 4 février :
  - Werner Thärichen, timbalier et compositeur allemand († 24 avril 2008).
  - Lotfi Zadeh, mathématicien, informaticien, ingénieur en électricité, chercheur en intelligence artificielle et professeur émérite en informatique iranien († 6 septembre 2017).
- 5 février :
  - Ken Adam, chef décorateur britannique d'origine allemande († 10 mars 2016).
  - Roger Dambron, inventeur, écrivain, compositeur, antiquaire et ambulancier français († 7 juillet 2017).
  - Juan Schwanner, joueur et entraîneur de football hongrois, naturalisé chilien († 8 mai 2015).
- 7 février :
  - Nexhmije Hoxha, femme politique albanaise († 26 février 2020).
  - Luciano Pezzi, coureur cycliste italien († 26 juin 1998).
- 8 février : 
  - Éliane Beaupuy-Manciet, peintre, graveuse et illustratrice française († 3 juin 2012).
  - Hans Albert, philosophe allemand († 24 octobre 2023).
- 10 février : Georges Kersaudy, traducteur, réviseur, polyglotte et espérantiste français († 18 juin 2015).
- 11 février :
  - Jehan Despert, poète et essayiste français († 9 juillet 2018).
  - André-A. Devaux, philosophe français († 18 juillet 2017).
  - Antony Padiyara, cardinal indien, archevêque syro-malabar († 23 mars 2000).
- 12 février : Hans Koller, saxophoniste de jazz autrichien († 21 décembre 2003).
- 13 février : Jeanne Demessieux, organiste, pianiste, improvisatrice et compositrice française († 11 novembre 1968).
- 14 février :
  - Hugh Downs, acteur et producteur américain († 1er juillet 2020).
  - Francis Eula, peintre français († 22 mars 1996).
  - Hazel McCallion, femme politique canadienne († 29 janvier 2023).
- 15 février : Marcos Zucker, acteur et humoriste argentin († 13 mai 2003).
- 16 février : 
  - Margaret Ahern, dessinatrice et scénariste américaine de bande dessinée († 27 août 1999).
  - Norbert Thériault, homme politique acadien, canadien († 19 juin 2016).
- 17 février :
  - Antonio Anguera, footballeur espagnol († 1er septembre 1993).
  - Herbert Köfer, acteur et animateur de télévision allemand († 24 janvier 2021).
- 18 février :
  - Alfredo Martini, coureur cycliste italien († 25 août 2014).
  - Zighoud Youcef, membre du FLN combattant pendant la guerre d'Algérie († 25 septembre 1956).
- 19 février : Claude Pascal, compositeur français († 28 février 2017).
- 20 février :
  - Roger Coekelbergs, docteur en sciences et résistant belge († 4 mars 2021).
  - Édouard Le Jeune, homme politique français († 9 avril 2017).
  - Boris Trakhtenbrot, informaticien théoricien, logicien et mathématicien roumain, soviétique, devenu israélien († 19 septembre 2016).
  - Joseph A. Walker, pilote d'essai et astronaute américain († 8 juin 1966).
- 21 février :
  - Antonio Maria Javierre Ortas, salésien, cardinal espagnol de la Curie romaine († 1er février 2007).
  - Simon Nora, haut fonctionnaire français († 5 mars 2006).
  - John Rawls, philosophe américain († 24 novembre 2002).
- 22 février :
  - Bokassa Ier, Homme d'État et militaire centrafricain († 3 novembre 1996).
  - Mary Lanwi, éducatrice, féministe et femme politique marshallaise.
  - Italo Mereu, juriste et universitaire (professeur de droit) italien († 17 janvier 2009).
  - Ernest Risse, peintre et verrier français († 19 mars 2003).
- 23 février :
  - Jean Mesnard, universitaire français († 9 août 2016).
  - Robert Pringarbe,  dirigeant sportif français († 9 avril 2015).
- 24 février :
  - Édouard Fachleitner,  coureur cycliste français († 18 juillet 2008).
  - Ingvar Lidholm, compositeur suédois († 17 octobre 2017).
  - Abe Vigoda, acteur américain († 26 janvier 2016).
  - Marília Chaves Peixoto, mathématicienne et ingénieure brésilienne († 24 février 1921).
- 25 février :
  - Pierre Laporte, avocat, journaliste et homme politique québécois († 17 octobre 1970).
  - Jacques Marchand, journaliste sportif français († 24 octobre 2017).
- 27 février : Jacques Nahum, réalisateur, scénariste et producteur français († 21 juillet 2017).
- 28 février :
  - Marcel Chevalier, bourreau français († 8 octobre 2008).
  - Pierre Clostermann, aviateur français († 22 mars 2006).

## Mars
- 1er mars :
  - Terence James Cooke, cardinal américain, archevêque de New York († 6 octobre 1983).
  - Paul Meyers, homme politique belge († 18 janvier 2011).
  - Richard Wilbur, poète américain († 14 octobre 2017).
- 2 mars : Robert Simpson, compositeur britannique († 21 novembre 1997).
- 3 mars :
  - Claude Lepeu, compagnon de la Libération († 11 juillet 2016).
  - Jean Paolini, haut fonctionnaire français († 8 janvier 2015).
- 4 mars : Halim El-Dabh, compositeur, interprète, ethnomusicologue et éducateur américain d'origine égyptienne († 2 septembre 2017).
- 7 mars : Alejandro Otero, peintre et sculpteur vénézuélien († 13 août 1990).
- 8 mars : Sergio Onofre Jarpa, homme politique chilien († 19 avril 2020).
- 9 mars :
  - Carl Betz, acteur de théâtre, de cinéma et de télévision américain († 18 janvier 1978).
  - Wanda Hjort Heger, résistante norvégienne au nazisme († 27 janvier 2017).
  - Evelyn M. Witkin, généticienne américaine († 8 juillet 2023).
- 10 mars :
  - John Christoforou, peintre français d'origine grecque († 3 février 2014).
  - Dominique Franceschi, footballeur français († 3 avril 2001).
  - Cec Linder, acteur canadien († 10 avril 1992).
- 11 mars : Astor Piazzolla, compositeur et bandonéoniste argentin († 4 juillet 1992).
- 12 mars : Gianni Agnelli, industriel italien († 24 janvier 2003).
- 13 mars :
  - Lily Baron,  comédienne française spécialisée dans le doublage († 4 novembre 2017).
  - Al Jaffee, dessinateur américain († 10 avril 2023).
- 15 mars :
  - Pepe Dominguín, matador espagnol († 6 juillet 2003).
  - Kikujirō Fukushima, photographe japonais († 24 septembre 2015).
  - Joseph Rabstejnek, footballeur français († 6 mars 1996).
- 16 mars : Angel Metodiev, peintre et professeur d'université bulgare († 29 avril 1994).
- 19 mars :
  - Fritz Hug, peintre suisse († 29 janvier 1989).
  - Joseph-Marie Trinh van-Can, cardinal vietnamien, archevêque de Hanoi († 18 mai 1990).
- 20 mars :
  - Henri Labussière, acteur français († 16 juin 2008).
  - Amadou-Mahtar M'Bow, homme politique sénégalais († 24 septembre 2024).
- 21 mars :
  - Gustave Depoorter, footballeur français († 12 novembre 2007).
  - Arthur Grumiaux, violoniste belge († 16 octobre 1986).
  - Joe Sutter, ingénieur aéronautique américain († 30 août 2016).
- 23 mars : Georges Arnulf, peintre et graveur français († 19 novembre 1996).
- 24 mars :
  - Pierre Courtens, peintre français d'origine belge († 8 avril 2004).
  - Wilson Harris, écrivain, essayiste et poète guyanien († 8 mars 2018).
  - Marie Kudeříková, membre de la Résistance tchèque au nazisme († 26 mars 1943).
  - Vassily Smyslov, joueur d'échecs soviétique puis russe († 27 mars 2010).
- 25 mars : Simone Signoret, actrice et écrivaine français († 30 septembre 1985).
- 26 mars :
  - Jacques Bodoin, artiste de music-hall, humoriste et parolier français († 8 mars 2019).
  - Julie Harris, costumière anglaise († 30 mai 2015).
- 26 mars : Claude Schürr, peintre et lithographe français († 28 novembre 2014).
- 27 mars :
  - Toni Berger, acteur allemand († 29 janvier 2005).
  - Phil Chess, producteur de musique américain († 19 octobre 2016).
- 28 mars : Dirk Bogarde, acteur britannique († 8 mai 1999).
- 29 mars : Jacqueline Joubert, productrice, speakerine et présentatrice de télévision française († 8 janvier 2005).
- 30 mars :
  - Kan Ishii, compositeur japonais († 24 novembre 2009).
  - Esther Hermitte, ethnologue argentine († juillet 1990).
- 31 mars :
  - Milein Cosman, dessinatrice britannique d'origine allemande († 21 novembre 2017).
  - Yves de Daruvar, compagnon de la Libération († 28 mai 2018).
  - Väinö Koskela, athlète finlandais, spécialiste du fond († 10 septembre 2016).

## Avril
- 1er avril : 
  - William Bergsma, compositeur et pédagogue américain († 18 mars 1994).
  - Pierre Chanoine-Martiel, aviateur français († 19 mars 2019).
  - Ken Reardon, joueur de hockey sur glace canadien († 15 mars 2008).
  - André Stil, écrivain français († 3 septembre 2004).
- 2 avril : France Roche, journaliste française († 14 décembre 2013).
- 3 avril : Dario Moreno, chanteur d'opérette et acteur turc († 1er décembre 1968).
- 4 avril :
  - Peter Burton, acteur britannique († 21 novembre 1989).
  - Elizabeth Wilson, actrice américaine († 9 mai 2015).
- 7 avril : 
  - Erling Sandene, juge et haut fonctionnaire norvégien († 5 mars 2015).
  - Linus Nirmal Gomes, prêtre jésuite indien († 27 février 2021).
- 9 avril : Yitzhak Navon, homme d'État, diplomate et écrivain israélien († 6 novembre 2015).
- 10 avril :
  - Chuck Connors, acteur américain († 10 novembre 1992).
  - Daniel Ferro, professeur de chant américain († 18 novembre 2015).
  - Frans Krajcberg, ingénieur, peintre, sculpteur et photographe polonais puis brésilien († 15 novembre 2017).
  - Sheb Wooley, acteur et chanteur américain à l'origine du Cri de Wilhelm († 16 septembre 2003).
- 12 avril :
  - Robert Cliche, avocat, juge et homme politique québécois († 5 septembre 1978).
  - Carol Emshwiller, romancière américaine († 2 février 2019).
- 13 avril : Dona Ivone Lara, chanteuse et compositrice brésilienne († 16 avril 2018).
- 14 avril : Thomas Schelling, économiste américain († 13 décembre 2016).
- 15 avril : Nina Sergueieva, peintre soviétique puis russe († 1994).
- 16 avril : Peter Ustinov, comédien et écrivain britannique († 29 mars 2004).
- 17 avril : Sergio Sollima, réalisateur et scénariste italien de western spaghetti († 1er juillet 2015).
- 18 avril : Jean Richard, comédien français († 12 décembre 2001).
- 19 avril :
  - Marcel Pertry, footballeur belge († 10 avril 2008).
  - Don Sharp, réalisateur, scénariste, acteur et producteur britannique d'origine australienne  († 14 décembre 2011).
  - Roberto Tucci, cardinal italien, président émérite de Radio Vatican († 14 avril 2015).
- 20 avril : Janine Sutto, actrice canadienne d'origine française († 28 mars 2017).
- 21 avril : Angela Bianchini, romancière et scénariste de télévision italienne († 27 octobre 2018).
- 22 avril : 
  - Vinko Golob, footballeur yougoslave († 5 septembre 1995).
  - Cándido Camero, percussionniste cubain († 7 novembre 2020).
- 23 avril : Gerald Campion, acteur britannique († 9 juillet 2002).
- 24 avril : Gabriel Okara, poète et romancier nigérian († 24 mars 2019).
- 25 avril :
  - Karel Appel, peintre néerlandais († 3 mai 2006).
  - Gerald Hirschfeld, directeur de la photographie américain († 13 février 2017).
- 26 avril : 
  - Zbigniew Dłubak, peintre et photographe polonais († 21 août 2005).
  - Maria Clara Lobregat, femme politique philippine († 2 janvier 2004).
- 27 avril :
  - Abdelmalek Benhabylès, avocat, peintre, diplomate et homme politique algérien († 28 décembre 2018).
  - Robert Dhéry, acteur et réalisateur français († 3 décembre 2004).
- 30 avril :
  - Joan Colom, photographe espagnol († 3 septembre 2017).
  - Ray Letellier, peintre français († 6 avril 2009).

## Mai
- 2 mai : 
  - Satyajit Ray, réalisateur, écrivain et compositeur indien bengali († 23 avril 1992).
  - B. B. Lal, archéologue indien († 10 septembre 2022).
- 6 mai :
  - Jacques Cousin, footballeur français († 21 mars 1984).
  - Jacques Favre, joueur et entraîneur de football français († 8 mai 2008).
- 7 mai :
  - Asa Briggs, historien britannique († 15 mars 2016).
  - Roberto Crippa, peintre  et sculpteur italien († 19 mars 1972).
- 8 mai : Émile Robert, footballeur français († 7 août 2022).
- 9 mai : Daniel Berrigan, prêtre jésuite américain, théologien, poète et militant pacifiste († 30 avril 2016).
- 12 mai :
  - Giovanni Benelli, cardinal italien, archevêque de Florence († 26 octobre 1982).
  - Joseph Beuys, peintre et sculpteur allemand († 23 janvier 1986).
  - José Milicua, historien de l'art et professeur espagnol († 20 mai 2013).
  - Edouard Mirzoyan, compositeur arménien († 5 octobre 2012).
  - Farley Mowat, écrivain canadien († 6 mai 2014).
  - Cor van der Hoeven, footballeur néerlandais († 1er février 2017).
- 13 mai : Vincent Guignebert, tapissier, peintre et graveur français († 22 septembre 2010).
- 14 mai : Richard Deacon, acteur américain († 8 août 1984).
- 15 mai : ʻAlipate Tupou (Baron Vaea), homme d'État des Tonga († 7 juin 2009).
- 16 mai : Harry Carey Jr., acteur américain († 27 décembre 2012).
- 19 mai : Daniel Gélin, acteur français († 29 novembre 2002).
- 20 mai :
  - Micheline Dumon, résistante belge durant la Seconde Guerre mondiale († 16 novembre 2017).
  - Yasse Tabuchi, peintre, aquarelliste, graveur sur cuivre, lithographe et céramiste japonais († 24 novembre 2009).
- 21 mai :
  - Andreï Dmitrievitch Sakharov, physicien nucléaire russe, prix Nobel de la paix 1975 († 14 décembre 1989).
  - Elfriede Hartmann, résistante autrichienne au nazisme († 2 novembre 1943).
- 22 mai :
  - Jean Belver, footballeur français († 27 octobre 2016).
  - Djalil Chahnaz, musicien iranien († 17 juin 2013).
  - Jacques Delachet, footballeur français († 12 février 1994).
  - Jean-Marie Masse, musicien, producteur et animateur français († 17 octobre 2015).
- 23 mai : Gueorgui Natanson, metteur en scène, réalisateur, scénariste et dramaturge soviétique et russe († 17 décembre 2017).
- 25 mai : Michel Lequenne, militant révolutionnaire, homme politique et essayiste français († 13 février 2020).
- 26 mai :
  - Jellal Ben Abdallah, peintre tunisien († 9 novembre 2017).
  - Inge Borkh, soprano allemande († 26 août 2018).
  - Ilka Gedő, peintre et dessinatrice hongroise († 19 juin 1985).
  - Walter Laqueur, historien et éditorialiste politique allemand naturalisé américain († 30 septembre 2018).
- 28 mai : Mahant Avaidyanath, prédicateur et politicien hindou († 12 septembre 2014).
- 31 mai : Alida Valli, actrice italienne († 22 avril 2006).

## Juin
- 2 juin : Forrest Bird, aviateur, médecin et physiologiste américain († 2 août 2015).
- 4 juin :
  - Don Diamond, acteur américain († 19 juin 2011).
  - Bobby Wanzer, joueur et entraîneur américain de basket-ball († 23 janvier 2016).
- 5 juin : James Francis Edwards, pilote de chasse canadien († 14 mai 2022).
- 6 juin :
  - Augusta Chiwy, infirmière belge († 23 août 2015).
  - Pierre Parsus, peintre et illustrateur français († 1er janvier 2022).
- 7 juin : 
  - Tal Farlow, guitariste de jazz américain († 25 juillet 1998).
  - Bernard Lown, cardiologue lituanien naturalisé américain († 16 février 2021).
- 8 juin :
  - Alexis Smith, actrice canadienne († 9 juin 1993).
  - Soeharto, militaire et homme d'État indonésien († 27 janvier 2008).
- 9 juin : Jean Lacouture, journaliste, historien et écrivain français († 16 juillet 2015).
- 10 juin :
  - Oskar Gröning, comptable du camp de concentration et d'extermination d'Auschwitz († 9 mars 2018).
  - Philip Mountbatten, prince consort du Royaume-Uni et des royaumes du Commonwealth de 1952 à 2021, membre de la famille royale britannique et époux d'Élisabeth II († 9 avril 2021).
  - Jean Robic, coureur cycliste français († 6 octobre 1980).
  - Sergio Arellano Stark, militaire chilien († 9 mars 2016).
- 13 juin :
  - Mohamed Boumezrag, footballeur algérien († 1969).
  - Antonino Mancuso Fuoco, peintre italien († 30 juin 1996).
- 14 juin :
  - Christian Bonnet, homme politique français († 7 avril 2020).
  - Max Querrien, haut fonctionnaire français († 29 mars 2019).
- 15 juin :
  - Erroll Garner, pianiste de jazz américain († 2 janvier 1977).
  - Jacques Perry, romancier français († 23 avril 2016).
  - Abdelhadi Tazi, ambassadeur du Maroc, historien et écrivain († 2 avril 2015).
- 16 juin : Harry Zvi Lipkin, physicien israélien († 15 septembre 2015).
- 17 juin :
  - William R. Anderson, homme politique américain († 25 février 2007).
  - Gil Parrondo, directeur artistique et chef décorateur espagnol († 24 décembre 2016).
- 18 juin : Charles Atger, aviateur français († 15 mars 2020).
- 19 juin : 
  - Louis Jourdan, acteur français († 14 février 2015).
  - Simone Sauteur, enseignante, poète et résistante française († 26 mai 2012).
- 20 juin : Pancho Segura, joueur de tennis équatorien puis américain († 18 novembre 2017).
- 21 juin : Jane Russell, actrice américaine († 28 février 2011).
- 22 juin : Barbara Perry, actrice, chanteuse et danseuse américaine († 5 mai 2019).
- 23 juin : 
  - Paul Findley, homme politique américain († 9 août 2019).
  - Werner Rataiczyk, peintre allemand († 3 janvier 2021).
- 24 juin : 
  - Gerhard Sommer, militaire et fugitif nazi allemand († 2019).
  - Éloi Leclerc, prêtre et écrivain catholique français († 13 mai 2016).
- 25 juin : Heinrich Windelen homme politique allemand († 16 février 2015).
- 26 juin : Philippe Oyhamburu, danseur, chorégraphe, musicien français († 19 décembre 2023).
- 27 juin :
  - Lebadang, peintre, graveur et sculpteur vietnamien naturalisé français († 7 mars 2015).
  - Ladislas Kijno, peintre français († 27 novembre 2012).
  - Muriel Pavlow actrice anglaise († 19 janvier 2019),
- 28 juin : Roger Piel, coureur cycliste français († 17 août 2002).
- 29 juin : Pablo García Baena, poète et écrivain espagnol († 14 janvier 2018).
- 30 juin : Francisco Amorós López, footballeur espagnol († 13 novembre 1985).

## Juillet
- 1er juillet : René Leidner, peintre français († 20 mars 2004).
- 4 juillet :
  - Martin Matschinsky, sculpteur allemand († 24 janvier 2020).
  - Rafael Ortega, matador espagnol († 18 décembre 1997).
- 5 juillet :
  - Mustapha Filali, homme politique et syndicaliste tunisien († 20 janvier 2019).
  - Vito Ortelli, coureur cycliste italien († 24 février 2017).
  - Nanos Valaoritis , poète et écrivain grec († 13 septembre 2019) .
- 6 juillet :
  - Allan MacEachen, homme politique canadien († 12 septembre 2017).
  - Billy et Bobby Mauch, acteurs américains († 29 septembre 2006) et († 15 octobre 2007).
  - Nancy Reagan, femme politique américaine († 6 mars 2016).
  - Jean Vodaine, typographe, poète, peintre et éditeur français († 8 août 2006).
- 8 juillet : Edgar Morin, sociologue et philosophe français.
- 9 juillet : Albert Ducrocq, journaliste et écrivain français, pionnier de la cybernétique († 22 octobre 2001).
- 11 juillet :
  - Claude Bonin-Pissarro, peintre et graphiste français († 21 juillet 2021).
  - Pierre Bican, footballeur français († 18 novembre 2013).
  - Luigi Casola, coureur cycliste italien († 6 avril 2009).
  - Jean-Claude Deret, scénariste, dramaturge, acteur et écrivain français († 12 décembre 2016).
  - Louis Legrand, pédagogue et universitaire français († 20 octobre 2015).
- 13 juillet :
  - James Anderson, acteur américain († 14 septembre 1969).
  - Jacques Fontaine, religieux dominicain français puis israélien († 21 mars 2019).
- 14 juillet :
  - Sixto Durán-Ballén, homme d'État, président de la République de l'Équateur († 15 novembre 2016).
  - Élie Marsy, coureur cycliste français († 6 juillet 2012).
- 15 juillet : 
  - Jean Heywood, actrice britannique († 14 septembre 2019).
  - José Berghmans, compositeur et musicologue français († 8 mai 1992).
- 16 juillet :
  - Franco Bortolani, homme politique italien († 24 mars 2004).
  - Marie Noppen de Matteis, peintre italienne devenue belge par mariage († 31 juillet 2013).
- 17 juillet : Richard Jeranian , peintre, dessinateur et lithographe arménien (†17 octobre 2019) .
- 18 juillet : 
  - Aaron Temkin Beck, psychiatre américain († 18 novembre 2021).
  - James Couttet, skieur français († 13 novembre 1997).
  - John Glenn, premier astronaute américain à aller en orbite (1962) († 8 décembre 2016).
  - Theo van der Horst, peintre, sculpteur, graphiste et vitrailliste néerlandais († 9 octobre 2003).
- 19 juillet : Elizabeth Spencer, écrivain américaine († 22 décembre 2019).
- 20 juillet : Francis Blanche, acteur, auteur, chanteur et humoriste français († 6 juillet 1974).
- 21 juillet :
  - Vusamazulu Credo Mutwa, un des derniers chamans du peuple zoulou († 25 mars 2020).
  - Désiré Dondeyne, chef d'orchestre et compositeur français († 12 février 2015).
  - Pietro Giudici, coureur cycliste italien († 11 novembre 2002)
  - Karel Husa, compositeur et chef d'orchestre tchécoslovaque puis américain († 14 décembre 2016).
  - Max Petit, journaliste français († 27 février 1981).
- 22 juillet : Jean-Louis Quéreillahc, écrivain français († 25 juillet 2018).
- 23 juillet :
  - Robert Brown, acteur britannique († 11 novembre 2003).
  - Calvert DeForest, acteur américain († 19 mars 2007).
  - Lamy, peintre français († 3 juillet 2019).
  - Xavier Tilliette, prêtre jésuite, philosophe, historien de la philosophie et théologien français († 10 décembre 2018).
- 25 juillet :
  - Jean Robin, joueur et entraîneur de football français († 8 octobre 2004).
  - Paul Watzlawick, thérapeute et psychologue américain († 31 mars 2007).
- 26 juillet :
  - Roger Quintaine, peintre paysagiste français († 28 juin 2005).
  - Jeffrey Smart, peintre australien († 21 juin 2013).
- 27 juillet :
  - Garry Davis, militant pacifiste américain († 24 juillet 2013).
  - Émile Genest, acteur québécois († 19 mars 2003).
- 28 juillet : Fritzi Schwingl, kayakiste autrichienne († 9 juillet 2016).
- 29 juillet :
  - Richard Egan, acteur américain († 20 juillet 1987).
  - Jiří Hejna, peintre tchécoslovaque puis tchèque († 2 mars 2011).
  - Guillermo Patricio Kelly, activiste, journaliste et homme politique argentin († 1er juillet 2005).
  - Chris Marker, écrivain, photographe et réalisateur français († 29 juillet 2012).
  - Mercedes Pardo, artiste plasticienne vénézuélienne († 24 mars 2005).
- 30 juillet : 
  - Jacques Van der Schueren, homme politique belge († 24 juin 1997).
  - Lucien Hérouard, footballeur français († 2 janvier 2004).

## Août
- 2 août : 
  - Marija Bursać, Héroïne du peuple de Yougoslavie († 23 septembre 1943).
  - Jean-Paul Caracalla, écrivain et éditeur français († 25 février 2019).
  - Vladimir Vinogradov, diplomate soviétique († 21 juin 1997).
- 4 août : 
  - Maurice « Rocket » Richard, joueur de hockey sur glace québécois († 27 mai 2000).
  - Charles H. Coolidge, militaire américain († 6 avril 2021).
- 5 août :
  - Terry Becker, acteur, réalisateur et producteur de télévision américain († 30 décembre 2014).
  - Guy Brouty, verbicruciste français († 21 janvier 2012).
  - Yves Vincent, comédien et écrivain français († 6 janvier 2016).
- 7 août :
  - Karel Husa, compositeur et chef d'orchestre tchécoslovaque puis américain († 14 décembre 2016).
  - Manitas de Plata, compositeur français († 5 novembre 2014).
- 10 août : Bohdan Tomaszewski, journaliste et écrivain polonais († 27 février 2015).
- 11 août :
  - Mike Douglas, acteur, chanteur et animateur de télévision américain († 11 août 2006).
  - Henry Graff, historien américain († 7 avril 2020).
- 12 août :
  - Paul Gévaudan, joueur et entraîneur de football français († 3 décembre 1998).
  - Federico Zeri, historien d'art italien († 5 octobre 1998).
- 13 août :
  - Louis Frémaux, chef d'orchestre français († 20 mars 2017).
  - Manuel Zapata Orihuela, peintre péruvien († 22 septembre 2023).
- 14 août : Julia Hartwig, écrivaine, poétesse et traductrice polonaise († 14 juillet 2017).
- 15 août : Salvador Sagrera, footballeur espagnol († 23 janvier 2005).
- 16 août : Majoie Hajary, pianiste et compositeur de musique contemporaine française († 25 août 2017).
- 18 août :
  - Rutilio Sermonti, écrivain et militant politique italien († 14 juin 2015).
  - Frédéric Jacques Temple, écrivain français († 5 août 2020).
- 19 août : Philip A. Potter, pasteur de l'Église méthodiste et troisième secrétaire général du Conseil œcuménique des Églises († 31 mars 2015).
- 22 août : Bernard d'Espagnat, physicien français († 1er août 2015).
- 23 août : Kenneth Arrow, économiste américain († 21 février 2017).
- 25 août : 
  - Paulos Tzadua, cardinal éthiopien, archevêque d'Addis-Abeba († 11 décembre 2003).
  - Monty Hall, acteur et journaliste († 30 septembre 2017).
- 26 août : Naomi Parker, serveuse américaine qui fut ouvrière dans l'industrie de l'armement durant la Seconde Guerre mondiale († 20 janvier 2018).
- 27 août : Paul Rousset, évêque catholique français, prêtre de la Société du Prado et évêque émérite de Saint-Étienne († 9 janvier 2016).
- 28 août :
  - Lidia Gueiler Tejada femme politique, présidente de la Bolivie († 9 mai 2011).
  - Barbro Hiort af Ornäs, actrice suédoise († 27 novembre 2015).
- 29 août : Iris Apfel, entrepreneure américaine, architecte d’intérieur et icône de la mode († 1er mars 2024).
- 31 août : Alfred Kuen, théologien et écrivain français († 6 avril 2018).

## Septembre
- 1er septembre, Jacqueline Pavlowsky, peintre française († 4 janvier 1971).
- 2 septembre : Ervin Katnić, footballeur yougoslave († 4 janvier 1979).
- 3 septembre :
  - Jean Bruneau, peintre figuratif français († 20 mai 2001).
  - Cab Kaye, chanteur et musicien de jazz, de blues et de bebop anglais et néerlandais d'origine ghanéenne († 13 mars 2000).
- 4 septembre : Ariel Ramírez, auteur-compositeur et pianiste argentin († 18 février 2010).
- 5 septembre : Jack Valenti, américain, conseiller à la Maison-Blanche et président de la Motion Picture Association of America († 26 avril 2007).
- 6 septembre : Andrée Geulen, résistante, enseignante et travailleuse sociale belge († 1er juin 2022).
- 7 septembre :
  - Antonio Gelabert, coureur cycliste espagnol († 13 décembre 1956).
  - Lucien Jerphagnon, philosophe et historien français († 16 septembre 2011).
- 8 septembre :
  - Émile Dahan, footballeur français († 29 novembre 1961).
  - René Gilson, critique de cinéma et réalisateur français († 6 juin 2018).
  - Victor Razafimahatratra, cardinal malgache, jésuite et archevêque de Tananarive († 6 octobre 1993).
- 11 septembre : 
  - Georges Hage, homme politique français († 21 janvier 2015).
  - André Petit, homme politique français († 20 juillet 2021).
- 12 septembre : 
  - Stanisław Lem, écrivain polonais († 27 mars 2006).
  - Michele Motta, coureur cycliste italien († 25 mars 1980).
  - Bachir Yellès, peintre algérien († 16 août 2022).
- 13 septembre :
  - Cyrille Adoula, homme politique congolais († 24 mai 1978).
  - Béla Biszku, homme politique hongrois († 31 mars 2016).
  - Andrew Marshall, économiste et politologue américain († 26 mars 2019).
  - Pierre Vitali, peintre, lithographe et sculpteur français († 23 janvier 1985).
- 14 septembre :
  - Paulo Evaristo Arns, cardinal brésilien, archevêque émérite de Sao Paulo († 14 décembre 2016).
  - Albert Jean de Grandpré, avocat et homme d'affaires canadien († 31 juillet 2022).
  - Maurice Varlet, résistant belge.
- 15 septembre : Pierre-André Benoit, poète, peintre, illustrateur, graveur, typographe, imprimeur et éditeur d'art français († 20 janvier 1993).
- 16 septembre :
  - Ursula Franklin, métallurgiste et chercheuse en physique canadienne († 22 juillet 2016).
  - Jon Hendricks, chanteur et compositeur de jazz américain († 22 novembre 2017).
  - Carlos Rubira Infante, chanteur et compositeur de musique équatorien († 14 septembre 2018).
  - Mohamed Talbi, historien, penseur et islamologue tunisien († 1er mai 2017).
- 17 septembre :
  - Virgilio Barco Vargas, diplomate et homme d'État colombien († 20 mai 1997).
  - Oscar Gauthier, peintre français († 17 juillet 2009).
- 18 septembre :
  - Marcel Bouqueton, peintre français († 11 août 2006).
  - Maria Judite de Carvalho, écrivain portugais († 1998).
  - Guy Tréjan, comédien français († 25 janvier 2001).
- 19 septembre : André Chandernagor, homme politique français.
- 21 septembre :
  - Chico Hamilton, batteur de jazz américain († 25 novembre 2013).
  - Tatiana Markus, résistante ukrainienne († 29 janvier 1943).
- 22 septembre :
  - Robert Ghormley Parr, chimiste théoricien américain († 27 mars 2017).
  - Carlo Turcato, escrimeur italien pratiquant le sabre († 2 juin 2017).
- 27 septembre :
  - Philippe de Baleine, journaliste et écrivain français († 7 juin 2018).
  - Miklós Jancsó, réalisateur hongrois († 31 janvier 2014).
- 28 septembre :
  - Walter Hautzig, pianiste américain († 30 janvier 2017).
  - Valère Ollivier, coureur cycliste belge († 10 février 1958).
- 29 septembre :
  - James Richard Cross, diplomate britannique enlevé par le FLQ († 20 janvier 2021).
  - Pietro Tarchini,  coureur cycliste suisse († 14 juillet 1999).
- 30 septembre :
  - Sagramor de Scuvero Brandão, actrice et animatrice de radio brésilienne († 9 octobre 1995).
  - Roger Chupin, coureur cycliste français († 12 novembre 2002).
  - Stanisław Nagy, cardinal polonais († 5 juin 2013).

## Octobre
- 1er octobre :
  - Roger Godement, mathématicien français († 21 juillet 2016).
  - Vladimir Katriuk, nazi ukrainien puis canadien († 22 mai 2015).
  - Angelo Niculescu, joueur et entraîneur de football roumain († 20 juin 2015).
- 2 octobre : Wanda Półtawska, psychiatre polonaise († 25 octobre 2023).
- 3 octobre : Rosalind Laker, écrivaine britannique († 23 novembre 2012)
- 4 octobre :
  - Maurice De Muer, coureur cycliste français († 4 mars 2012).
  - Marcel Rouvière, joueur et entraîneur de football français († 13 août 1975).
- 5 octobre : Roger-E. Régimbal, gérant, industriel et politicien († 29 septembre 2000).
- 6 octobre : Joseph Lowery, pasteur américain de l'Église méthodiste unie († 27 mars 2020).
- 7 octobre : Raymond Goethals, entraîneur de football belge († 6 décembre 2004).
- 8 octobre :
  - Paul Collomb, peintre et lithographe français († 6 octobre 2010).
  - Charles Zentai, soldat australo-hongrois († 13 décembre 2017).
- 9 octobre : Tadeusz Różewicz, poète et dramaturge polonais († 24 avril 2014).
- 11 octobre :
  - Jacques Bouffartigue, peintre français († 1986).
  - Charles Gonard, compagnon de la Libération († 12 juin 2016).
  - Nilima Ibrahim, écrivain bangladaise († 18 juin 2002).
- 12 octobre :  Dante Piani, footballeur italien († 26 novembre 2011).
- 13 octobre :
  - Monique Aubry, actrice canadienne († 31 août 2017).
  - Masajuro Shiokawa, homme politique japonais († 19 septembre 2015).
  - Salvador Minuchin, thérapeute familial argentin († 30 octobre 2017).
  - Yves Montand, chanteur et acteur français († 9 novembre 1991).
- 16 octobre : Alexandra Wejchert, sculptrice polono-irlandaise († 24 octobre 1995).
- 17 octobre :
  - Henri Combot, footballeur français († 3 mai 2013).
  - Joseph Pasteur, journaliste et présentateur de télévision français († 3 avril 2011).
  - Tom Poston, acteur américain († 30 avril 2007).
- 18 octobre : Jesse Helms, homme politique américain († 4 juillet 2008).
- 19 octobre :
  - Piarres Charritton, écrivain et académicien basque français de langues basque et française († 17 mars 2017).
  - Herb Kalmbach, avocat américain († 15 septembre 2017).
  - Douglas Walkden-Brown, homme politique fidjien († 26 octobre 2013).
- 20 octobre : Staf Knop, écrivain et acteur belge († 5 mars 2018).
- 21 octobre : 
  - Ingrid van Houten-Groeneveld, astronome néerlandaise († 30 mars 2015).
  - Meshoulam David Soloveitchik, rabbin israélien († 31 janvier 2021).
- 22 octobre :
  - Georges Brassens, auteur-compositeur-interprète français († 29 octobre 1981).
  - André Bréchet, peintre, sculpteur et artisan verrier suisse († 27 mars 1993).
  - Cuthbert Sebastian, gouverneur général christophien de Saint-Christophe-et-Niévès († 25 mars 2017).
  - Czesław Słania, graveur de timbres-poste polonais († 17 mars 2005).
- 23 octobre :
  - Denise Duval, artiste lyrique (soprano) française († 25 janvier 2016).
  - André Turcat, aviateur français († 4 janvier 2016).
- 25 octobre : Michel Ier, roi de Roumanie de 1927 à 1930 et de 1940 à 1947  († 5 décembre 2017).
- 26 octobre :
  - Maurice Pon, parolier français († 3 avril 2019).
  - Roger Ranoux, homme politique français († 9 juillet 2015).
- 27 octobre : Pierre Simonet, compagnon de la Libération, militaire et fonctionnaire français († 5 novembre 2020).
- 30 octobre :
  - Rubens de Azevedo, astronome, dessinateur de bandes dessinées et écrivain brésilien († 17 janvier 2008).
  - István Sarlós, homme politique hongrois († 19 juin 2006).
- 31 octobre : Stanislas Staho, footballeur français († 4 juillet 2009).
- ? octobre : Michel de M'Uzan, neuropsychiatre et psychanalyste français († 7 janvier 2018).

## Novembre
- 1er novembre :
  - Ilse Aichinger, romancière et poétesse autrichienne († 11 novembre 2016).
  - José Matos Mar, anthropologue péruvien († 7 août 2015).
- 2 novembre : Pearl Carr, chanteuse britannique († 16 février 2020).
- 3 novembre : 
  - Charles Bronson, acteur américain († 30 août 2003).
  - Oreste Carpi, peintre, dessinateur, graveur et céramiste italien († 11 mars 2008).
  - André Joriot, officier et résistant français du réseau Alliance pendant la Seconde Guerre mondiale († 30 novembre 1944).
- 5 novembre : 
  - Georges Cziffra, pianiste hongrois naturalisé français († 17 janvier 1994).
  - Margot Friedländer, survivante allemande de l'holocauste († 9 mai 2025).
- 6 novembre : Mohamed Firoud, footballeur algérien et français († 17 ou 19 novembre 2007).
- 7 novembre : 
  - Marie-Louise Kergourlay, résistante française († octobre 2018).
  - Paul Amiel, maire de Bompas de 1977 à 1995 et policier († 9 décembre 2016)[réf. nécessaire].
  - Louis Terreaux, professeur des universités et historien français († 3 mars 2015).
- 8 novembre : Gene Saks, acteur et réalisateur américain († 28 mars 2015).
- 13 novembre :
  - Louis Boyer, homme politique français († 12 mai 2017).
  - Joonas Kokkonen, compositeur finlandais († 2 octobre 1996).
  - Yoshirō Irino, compositeur japonais († 28 juin 1980).
- 14 novembre :
  - Dick Farney, pianiste, chanteur et compositeur brésilien († 4 août 1987).
  - Brian Keith, acteur américain († 24 juin 1997).
- 15 novembre : José Manuel Liaño Flores, homme politique espagnol († 5 mai 2022).
- 16 novembre : Bernard Mandeville, peintre, collagiste, illustrateur et lithographe français († 21 octobre 2000).
- 17 novembre : Albert Bertelsen, peintre danois († 11 décembre 2019).
- 19 novembre :
  - Michel Bonnevie, joueur de basket-ball français († 6 septembre 2018).
  - Max Kruse, écrivain allemand († 4 septembre 2015).
  - Henri de Turenne, journaliste et scénariste français († 23 août 2016).
- 20 novembre : Jim Garrison, District Attorney de la Nouvelle-Orléans († 21 octobre 1992).
- 22 novembre : Rodney Dangerfield, acteur et scénariste comique américain († 5 octobre 2004).
- 23 novembre : André Mori, joueur et entraîneur de football français († 14 mai 2001).
- 25 novembre : Robert Domergue, joueur et entraîneur de football français († 22 janvier 2014).
- 26 novembre : Alex Close, coureur cycliste belge († 21 octobre 2008).
- 27 novembre :
  - Alexander Dubček, homme politique tchécoslovaque († 7 novembre 1992).
  - André Jorrand, compositeur et organiste français († 15 décembre 2007).
- 29 novembre :
  - Giulio Bresci, coureur cycliste italien († 8 août 1998).
  - Henri Komatis, architecte, peintre et sculpteur français († 19 octobre 1986).
  - Christine de Rivoyre, journaliste, écrivaine et scénariste française († 3 janvier 2019).
  - Zoltán Szépvölgyi, homme politique hongrois († 12 septembre 2006).
- 30 novembre : Herman Ferdinandus Maria Münninghoff, évêque indonésien d'origine néerlandaise († 7 février 2018).

## Décembre
- 2 décembre : Carlo Furno, cardinal italien († 9 décembre 2015).
- 3 décembre :
  - Pierre de Grauw, peintre, sculpteur, graveur et médailleur néerlandais († 17 juillet 2016).
  - Madiha Yousri, actrice et productrice égyptienne († 30 mai 2018).
- 4 décembre : Deanna Durbin, actrice et chanteuse († 20 avril 2013).
- 5 décembre :
  - Diego De Leo, arbitre de football italien-mexicain († 31 janvier 2015).
  - Peter Hansen, acteur américain († 9 avril 2017).
- 6 décembre : Vladimir Moulin, peintre français († 19 avril 1995).
- 7 décembre : Raymond Guégan, coureur cycliste français († 27 avril 2007).
- André Dion, ornithologue canadien († 10 juillet 2016).
- 8 décembre : Joseph Espalioux, peintre français († 27 septembre 1986).
- 10 décembre : Gian Luigi Rondi, scénariste, réalisateur, écrivain et critique de cinéma italien († 22 septembre 2016).
- 11 décembre :
  - Margaretha von Bahr, danseuse et chorégraphe finlandaise († 21 février 2016).
  - Jean Swiatek, footballeur français († 17 mai 2017).
  - Liz Smith, actrice britannique († 24 décembre 2016).
- 12 décembre :
  - Jean Boullet, peintre, dessinateur, illustrateur, critique de cinéma et écrivain français († décembre 1970).
  - Maritie Carpentier, productrice d'émissions de variétés, française († 23 novembre 2002).
  - Maurice Chevaly, écrivain, comédien, journaliste et conférencier français († 7 mars 2020).
- 13 décembre : André Sablé, peintre et sculpteur français († 14 mai 2013).
- 14 décembre : Maurice Mességué, herboriste et écrivain français († 16 juin 2017).
- 16 décembre :
  - Georges-Armand Favaudon, peintre et sculpteur français († 27 décembre 2008).
  - Francisca Fernández-Hall, ingénieure et diplomate guatémaltèque († 2002).
- 17 décembre : Anne Golon, romancière française († 14 juillet 2017).
- 18 décembre : Jacques Le Flaguais, illustrateur et peintre français († 16 décembre 1986).
- 19 décembre : Wu Xueqian, homme politique chinois († 4 avril 2008).
- 20 décembre : George Roy Hill, réalisateur américain († 27 décembre 2002).
- 21 décembre :
  - Paul Falk, patineur artistique allemand († 20 mai 2017).
  - Pepe Luis Vázquez, matador espagnol († 19 mai 2013).
- 22 décembre :
  - Jacques Gernet, sinologue français († 3 mars 2018).
  - Maurice Girardot, joueur de basket-ball français († 8 février 2020).
  - Ellis Zbinden, peintre aquarelliste suisse († 25 février 2019).
- 23 décembre : Odette Kerbaul,  résistante française († 9 janvier 2017).
- 24 décembre : Remi Schrijnen, homme politique, ancien volontaire belge de la Légion flamande († 27 juillet 2006).
- 28 décembre : Philippe de Gaulle, officier de marine et homme politique français, fils du général de Gaulle († 13 mars 2024).
- 29 décembre : Marcel Bitsch, compositeur français († 21 septembre 2011).
- 31 décembre : Gilbert Stork, chimiste belge naturalisé américain († 21 octobre 2017).

## Date inconnue
- Youssouf Aptidon Darar, militaire et homme politique djiboutien († 14 mars 2013).
- Edmonde Dever, diplomate belge († 2004).
- Basile Emah, homme politique camerounais († 29 août 2001).
- Héctor Abad Gómez, médecin, essayiste, défenseur des droits de l'homme et spécialiste en santé publique colombien († 25 août 1987).
- Mahmoud Harbi, homme politique de la Côte française des Somalis († 21 septembre 1960).
- Thaddée Nya Nana, libraire, planteur de café et homme politique camerounais († 19 novembre 1965).
- Abdur Rab Serniabat, homme politique bangladais († 15 août 1975).
- Cosmas Shi Enxiang, prélat catholique chinois († janvier 2015).